# Corinne Hermès
Corinne Hermès, de son vrai nom Corinne Bondeaux, est une chanteuse française née le 16 novembre 1961 à Lagny-sur-Marne. Elle remporte le Concours Eurovision de la chanson en 1983 en représentant le Luxembourg, offrant au pays sa cinquième victoire.

## Biographie

### Ses débuts
Sa carrière commence en 1974 quand elle gagne un concours de plage à Roquebrune-sur-Argens. 
En 1979, lors de l'enregistrement de son 45 tours La ville où je vis / Le blouson gris (qui obtiendra un succès d'estime), Bernard Estardy entend la voix de Corinne et lui propose le premier rôle féminin aux côtés de Julien Clerc dans la comédie musicale 36 Front populaire signée Claude Carrère, Etienne Roda- Gil, Jean Claude Petit. Elle y apparaît sous le nom de Corinne Miller. Un double album sort, mais le spectacle ne se monte pas pour des raisons politiques.

### Les années 1980
Elle représente le Luxembourg au Concours Eurovision de la chanson en 1983 et remporte la victoire avec la chanson Si la vie est cadeau (musique de Jean-Pierre Millers et paroles d'Alain Garcia) en totalisant 142 points, devant Ofra Haza (Israël, 136 points). 
Un album est annoncé mais seuls les singles Vivre à deux et Michaël sortiront. Ils n'obtiendront pas le même succès que Si la vie est cadeau. 
Ensuite la chanteuse et son producteur Haïm Saban se quittent.
En 1982, elle chante pour la pub de la marque de chicorée Ricoré, L'ami Ricoré. 
En 1986, Ma liberté (qui n'a rien à voir avec la chanson de Georges Moustaki et chantée par Serge Reggiani) sort avec deux pochettes différentes : l'une chez Vogue, l'autre chez Cobra et Musidisc. 
En 1989, Corinne Hermès se classe 15e au Top 50 avec Dessine-moi et obtient la  récompense de Révélation féminine de l'année lors des Victoires de la musique en 1990, ce qui suscite une polémique, étant donné que son premier 45 tours était sorti plus de dix ans auparavant.

### Les années 1990 et 2000
En 1993, elle enregistre le titre L'Amour est artiste, chanson du générique de la série télévisée Les Grandes Marées sur TF1, dont la musique est composée par François Valéry.
En 2000, Corinne Hermès fait partie du jury pour la sélection nationale estonienne pour le Concours Eurovision de la chanson. L'année suivante elle est la porte-parole de la France, annoncant les points du jury français lors du Concours Eurovision de la chanson 2001.
Début 2006, elle se produit en concert au Sentier des Halles sur l'invitation de Michal Kwiatkowski, finaliste de Star Academy 3, pour qui elle a écrit des chansons.
En mai 2006, elle sort un nouvel album intitulé Vraie, en partenariat avec la Fnac et Chérie FM. Suivront les singles On vit comme on aime, dont le vidéo-clip est tourné avec le comédien François Vincentelli, et S'il n'y avait pas les mots (paru en décembre 2006).
Une chanson inédite de Corinne Hermès, Seule sans toi, est placée dans l'album-compilation I Love You in Beautiful Paris sorti en janvier 2009.
En 2012, elle sort une compilation.
En 2019, elle sort un nouvel album composé de dix reprises françaises et internationales : Paris Paris, Message personnel, Just a gigolo, Les moulins de mon cœur, Ne me quitte pas, The first time ever I saw your face, New York New York, Dis quand reviendras- tu, Amoureuse, Apartment (reprise de Shirley Bassey, composée par Rufus Wainwright).

## Discographie

### Albums
- 1980 : 36 Front populaire (comédie musicale)
- 1997 : Ses plus grands succès
- 2006 : Vraie
- 2008 : Si la vie est cadeau - 25 ans
- 2012 : Best of (compilation comprenant un inédit : Bachianas brasileiras No 5 d'Heitor Villa-Lobos)
- 2019 : Intemporelle (album de reprises françaises et internationales)

### Singles
- 1979 : Le blouson gris (sous le nom de Corinne Miller)
- 1979 : La ville où je vis
- 1983 : Si la vie est cadeau (# 4 France, # 13 Suède, #14 Suisse, #67 Allemagne)[1]
- 1983 : Liebe gibt und nimmt (version allemande de Si la vie est cadeau)
- 1983 : Words of love (version anglaise de Si la vie est cadeau)
- 1983 : Vivre à deux
- 1984 : Michaël
- 1986 : Ma liberté
- 1989 : Dessine-moi (#15 France, # 2 Belgique francophone)
- 1990 : S.O.S.
- 1991 : Suffit d'y croire
- 1993 : L'amour est artiste (chanson de la série télévisée Les Grandes Marées)
- 2006 : On vit comme on aime
- 2006 : S'il n'y avait pas les mots
- 2015 : Apartment
- 2016 : Dessine-moi (remix)

### Participations
- 2009 : Seule sans toi (album I love you in beautiful Paris)